# Европско првенство у атлетици на отвореном 2010 — маратон за жене
Дисциплина маратон у женској конкуренцији на Европском првенству у атлетици 2010. у Барселони одржана је у 31. јула на улицама града.
Учествовале су 43 такмичарке из 16 земаља. Такмичење је завршило 36 такмичарки. Остварен је један лични рекорда сезоне и то од стране победнице.

## Рекорди
| Рекорди пре почетка Европског првенства 2010. | Рекорди пре почетка Европског првенства 2010. | Рекорди пре почетка Европског првенства 2010. | Рекорди пре почетка Европског првенства 2010. | Рекорди пре почетка Европског првенства 2010. |
| --------------------------------------------- | --------------------------------------------- | --------------------------------------------- | --------------------------------------------- | --------------------------------------------- |
| Светски рекорд                                | Пола Редклиф Велика Британија                 | 2:15:25                                       | Лондон, Уједињено Краљевство                  | 13. април 2003                                |
| Европски рекорд                               | Пола Редклиф Велика Британија                 | 2:15:25                                       | Лондон, Уједињено Краљевство                  | 13. април 2003.                               |
| Рекорди Европских првенстава                  | Марија Гвида Италија                          | 2:26:05                                       | Минхен, Немачка                               | 10. август 2002.                              |
| Светски рекорд сезоне                         | Лилија Шобухова Русија                        | 2:22:00                                       | Лондон, Уједињено Краљевство                  | 25. април 2010.                               |
| Европски рекорд сезоне                        | Лилија Шобухова Русија                        | 2:22:00                                       | Лондон, Уједињено Краљевство                  | 25. април 2010.                               |

## Победнице
|                       |                         |                          |
| Ана Инчерти Литванија | Тетјана Филоњу Украјина | Изабела Андерсон Шведска |

## Сатница
| Датум         | Време | Коло   |
| ------------- | ----- | ------ |
| 31. јул 2010. | 10:05 | Финале |

## Резултати

### Финале
| Пласман | Такмичарка               | Земља                | Време         | Белешка                |
| ------- | ------------------------ | -------------------- | ------------- | ---------------------- |
|         | Ана Инчерти              | Италија              | 2:32:48       |                        |
|         | Тетјана Филоњук          | Украјина             | 2:33:57       |                        |
|         | Изабела Андерсон         | Шведска              | 2:34:43       |                        |
| 4.      | Оливера Јевтић           | Србија               | 2:34:56       |                        |
| 5.      | Алесандра Агилар         | Шпанија              | 2:35:04       |                        |
| 6.      | Мариза Барос             | Португалија          | 2:35:43       |                        |
| 7.      | Ирина Туимофејева        | Русија               | 2:35:53       |                        |
| 8.      | Розарија Конзоле         | Италија              | 2:36:20       |                        |
| 9.      | Силвија Скворцова        | Русија               | 2:36:31       |                        |
| 10.     | Лидија Симон             | Румунија             | 2:36:52       |                        |
| 11.     | Дебора Тониоло           | Италија              | 2:37:10       |                        |
| 12.     | Мишел Рос-Коуп           | Уједињено Краљевство | 2:38:45       |                        |
| 13.     | Раса Драздаускајте       | Литванија            | 2:38:55       |                        |
| 14.     | Сузан Партриџ            | Уједињено Краљевство | 2:39:07       |                        |
| 15.     | Беатрис Рос              | Шпанија              | 2:40:10       |                        |
| 16.     | Ана Дијаж                | Португалија          | 2:41:02       |                        |
| 17.     | Кирстен Мелкевик Отербу  | Норвешка             | 2:42:24       |                        |
| 18.     | Холи Раш                 | Уједињено Краљевство | 2:42:44       |                        |
| 19.     | Хелен Декер              | Уједињено Краљевство | 2:43:00       |                        |
| 20.     | Свитлана Станко Клименко | Украјина             | 2:43:35       |                        |
| 21.     | Ана вон Шенк             | Шведска              | 2:43:36       |                        |
| 22.     | Ребека Робинсон          | Уједињено Краљевство | 2:44:06       |                        |
| 23.     | Џо Вилкинсон             | Уједињено Краљевство | 2:44:11       |                        |
| 24.     | Ћешти Каролине Даниелсен | Норвешка             | 2:45:00       |                        |
| 25.     | Маја Нојеншвандер        | Швајцарска           | 2:45:17       |                        |
| 26.     | Јевгенија Данилова       | Русија               | 2:46:21       |                        |
| 27.     | Маргарита Плаксина       | Русија               | 2:47:26       |                        |
| 28.     | Кристина Бус Холт        | Норвешка             | 2:48:15       |                        |
| 29.     | Олена Билошчук           | Украјина             | 2:51:21       |                        |
| 30.     | Гезашин Сафарова         | Азербејџан           | 2:51:59       |                        |
| 31      | Лена Гавелин             | Шведска              | 2:53:13       |                        |
| 32      | Ремалда Кергите          | Литванија            | 2:55:12       |                        |
| 33.     | Данеја Градиновец        | Словенија            | 3:07:51       |                        |
| 34.     | Вира Оварчук             | Украјина             | 3:09:27       |                        |
| -       | Слађана Перуновић        | Црна Гора            | Није завршила | Није завршила          |
| -       | Татјана Пушкарева        | Русија               | Није завршила | Није завршила          |
| -       | Патричија Морсели        | Швајцарска           | Није завршила | Није завршила          |
| -       | Моника Роса              | Португалија          | Није завршила | Није завршила          |
| -       | Данијека Карлан          | Румунија             | Није завршила | Није завршила          |
| -       | Фернанда Риберо          | Португалија          | Није завршила | Није завршила          |
| -       | Каролина Јажињска        | Пољска               | Није завршила | Није завршила          |
| -       | Живиле Балчунајте        | Литванија            | 2:31:14 ЛРС   | Дисквалификована 2011. |
| -       | Наиља Јуламанова         | Русија               | 2:32:15       | Дисквалификована 2012. |

### Пролазна времена
| Дистанца    | Такмичарк         | Држава      | Време    |
| ----------- | ----------------- | ----------- | -------- |
| 5 км        | Мариза Барос      | Португалија | 18:22    |
| 10 км       | Мариза Барос      | Португалија | 36:04    |
| 15 км       | Мариза Барос      | Португалија | 54:11    |
| 20 км       | Мариза Барос      | Португалија | 1:12:21  |
| Полумаратон | Мариза Барос      | Португалија | 1:16:24  |
| 25 км       | Ана Инчерти       | Италија     | 1:30:47  |
| 30 км       | Живиле Балчунајте | Литванија   | 1:48:38' |
| 35 км       | Живиле Балчунајте | Литванија}  | 2:06:13  |
| 40 км       | Живиле Балчунајте | Литванија   | 2:23:37  |